# Willem Karel Dicke
Willem Karel Dicke (* 15. Februar 1905 in Dordrecht; † 27. April 1962 in Dordrecht) war ein niederländischer Kinderarzt. Er gilt als Entdecker der Ursache der Zöliakie und deren Behandlung durch glutenfreie Diät.

## Leben
Dicke studierte von 1922 bis 1929 Medizin an der Universität Leiden. Anschließend spezialisierte er sich als Facharzt für Pädiatrie am Juliana Kinderziekenhuis in Den Haag, dessen medizinischer Direktor er 1936 wurde. 1957 wurde er Professor für Pädiatrie an der Universität Utrecht und medizinischer Direktor des Wilhelmina Kinderziekenhuis in Utrecht. 1962 verstarb er im Alter von 57 Jahren infolge einer schweren zerebrovaskulären Erkrankung.
Nach Aussage seiner Ehefrau soll Dicke schon in den Jahren 1934/1936 den Verursacher der Zöliakie in Getreideprodukten vermutet haben. Als während des Zweiten Weltkriegs sich die Versorgungslage verschlechterte und die an Zöliakie (damals als Gee-Herter-Syndrom bezeichnet) erkrankten Patienten am Juliana Kinderkrankenhaus infolgedessen kaum mehr Brot bekamen, besserte sich deren Zustand erheblich, was Dicke in seiner Vermutung bestärkte. 1941 veröffentlichte er eine Untersuchung, in der er eine entsprechende Diät empfahl.
In seiner Dissertation von 1950 veröffentlichte er eine klinische Studie, in der er den Fall eines 1935 geborenen Knaben beschrieb und dessen Körperwachstum mit den Phasen des Klinikaufenthaltes ab 1936 in Beziehung setzte, während denen der Knabe eine getreidefreie Diät erhielt. Weitere, am Kinderkrankenhaus in Utrecht durchgeführte Untersuchungen bestätigten den Zusammenhang zwischen der Aufnahme glutenhaltiger Lebensmittel (insbesondere Weizen und Roggen) und den Symptomen der Zöliakie. Als Maßstab wurde dabei der Koeffizient der Fettabsorption verwendet.
In Würdigung seiner Verdienste wurde von der niederländischen Gesellschaft für Gastroenterologie (Nederlandse Vereniging voor Gastroenterologie) die Dicke-Medaille ins Leben gerufen und am 26. April 1957 an Dicke als ersten Preisträger verliehen. Dicke war 6 Jahre lang Präsident der Nederlandse Vereniging voor Kindergeneeskunde, Mitglied oder Vorsitzender zahlreicher Komitees und ab 1953 Mitglied des niederländischen Gesundheitsrates (De Gezondheidsraad). Er war ein Befürworter der Polioimpfung.

## Werke
- Simple dietary treatment for the syndrome of Gee-Herter. In: Ned Tijdschr Geneeskd Bd. 85 (1941), S. 1715–1716
- Een onderzoek naar de nadelige invloed van sommige graansoorten op de lĳder aan Coeliakie (Dissertation Utrecht 30. Mai 1950)
- Concordia res parvae crescunt (Utrecht 1957)